# Bataille de Dunkeld
Guerre orangiste en Écosse
Batailles
- Loup Hill (en) (1689)
- Killiecrankie (1689)
- Dunkeld (1689)
- Cromdale (1690)
- Glencoe (1692)

La bataille de Dunkeld s'est déroulée le 21 août 1689 à Dunkeld en Écosse, dans le quartier de la cathédrale. Cet affrontement, rattaché à la première insurrection jacobite, opposa des clans des Highlands soutenant le roi Jacques VII d'Écosse à un régiment gouvernemental de covenantaires soutenant Guillaume d'Orange.

## Contexte
À la suite de la mort du vicomte de Dundee lors de la victoire jacobite à la bataille de Killiecrankie, les Highlanders étaient désormais dirigés par le colonel Cannon. Le Conseil privé écossais s'apprêtait à quitter l'Écosse. En conséquence, le nouveau régiment des Cameronians (1 200 hommes), commandé par le lieutenant-colonel William Cleland et localisé à Perth, se dirigea vers le nord à la rencontre des jacobites.

## Déroulement de la bataille
Dunkeld n'étant pas protégée de remparts, Cleland ordonna à ses troupes de prendre position dans la cathédrale ainsi que dans la proche demeure du Marquis d'Atholl pour y attendre l'offensive jacobite.
Les jacobites prirent position dans des maisons avoisinantes et des tirs de mousquet furent échangés quatre heures durant.

Ayant épuisé leurs munitions, les cameronians arrachèrent des parties en plomb du toit de la cathédrale pour pouvoir continuer à tirer.

Le colonel Cleland fut tué pendant la première heure du combat. Son major fut blessé. Finalement, le commandement revint au capitaine Georges Munro qui mena ses troupes à la victoire.
La bataille prit fin grâce à un groupe de Cameronians qui chargea les défenses jacobites.
Les jacobites battirent en retraite, ayant perdu environ 300 hommes. Du côté du gouvernement les pertes sont inconnues. Le colonel Cleland en fait partie, il est enterré dans la cathédrale.

## Le régiment de cameronians
Contrairement à ce qu'on pourrait penser au premier abord, le régiment de cameronians n'était pas composé de membres du clan Cameron. Au contraire, à cette bataille, le clan Cameron combattit avec les jacobites.
Ce régiment était essentiellement composé de membres du clan Douglas. Leur nom vient du fanatique religieux Richard Cameron, chef écossais des covenantaires et réformiste. Ses soldats venaient des Lowlands. Ce régiment est plus tard devenu, à partir de 1881 et jusqu'en 1968, The Cameronians (Scottish Rifles).

## Sources
1. ↑  source : http://www.clan-cameron.org/battles/1689_b.html

- (en) Cet article est partiellement ou en totalité issu de l’article de Wikipédia en anglais intitulé « Battle of Dunkeld » (voir la liste des auteurs).